# Stan Rowley
Stan Rowley (eigentlich: Stanley Rupert Rowley; * 11. September 1876 in Young, New South Wales; † 1. April 1924 in Manly, New South Wales) war ein australischer Leichtathlet und Teilnehmer an Olympischen Spielen.
Bei den Olympischen Spielen 1900 in Paris startete er für Australien in drei Sprintdisziplinen und belegte jeweils den dritten Platz. Beim 60-Meter-Lauf hinter den beiden US-Amerikanern Alvin Kraenzlein und Walter Tewksbury, beim 100-Meter-Lauf hinter den beiden US-Amerikanern Frank Jarvis und erneut Tewksbury und beim 200-Meter-Lauf hinter Tewksbury und Norman Pritchard aus Indien. Den Vorlauf über 200 Meter konnte Rowley gegen Tewksbury noch für sich entscheiden, im Finale hatte er jedoch einen deutlichen Rückstand.
Rowley war ein reiner Sprinter, umso erstaunlicher war seine Beteiligung beim 5000-Meter-Mannschaftslauf. Der Mannschaftslauf war nicht als Nationenwertung gedacht, sondern für Vereins- oder Verbandsmannschaften ausgeschrieben. Im Finale traten der britische Leichtathletikverband Amateur Athletic Association (AAA) gegen den französischen Leichtathletikverein Racing Club de France (RCF) an. Es waren die einzigen gemeldeten Mannschaften.
Eine Mannschaft bestand aus fünf Athleten. Die der AAA umfasste neben vier britischen Läufern auch den Australier Rowley. Als Angehöriger des Britischen Empires war er für die AAA startberechtigt. Rowley war für die 5000 Meter eigentlich ungeeignet, doch es stand kein anderer für die AAA startberechtigter Läufer in Paris zur Verfügung. Sein Start hatte lediglich den Zweck, die Mannschaft zu komplettieren, denn von Beginn an hatte man damit gerechnet, dass er den letzten Platz belegen würde. So ließ Rowley es auch langsam angehen, und als der Vorletzte, der Franzose Michel Champoudry, die Ziellinie überquerte, hatte Rowley erst 3500 m zurückgelegt. Das Kampfgericht entschloss sich daraufhin, dass Rowley sein Rennen nicht beenden musste.
Gewertet wurde nach Platzziffern (Platz 1 = 1 Punkt; Platz 2 = 2 Punkte etc.). Die Mannschaft mit der niedrigsten Platzziffer (Punkten) war Sieger. Mit Platz 1, 2, 6 und 7 der übrigen Läufer war dem Team der AAA der Sieg sicher.
Somit schaffte Rowley das Kuriosum in einer für ihn in völlig ungeeigneten Disziplin Olympiasieger zu werden, während er in seinen Spezialdisziplinen sich dreimal mit dem dritten Platz begnügen musste.
Platzierungen bei den Olympischen Spielen:
- II. Olympische Spiele 1900, Paris
  - 5000 m Mannschaft – Gold im Mixed Team (Silber an Frankreich)
  - 60 m – Bronze mit 7,1 s (Gold an Alvin Kraenzlein, USA mit 7,0 s; Silber an Walter Tewksbury aus den USA mit 7,0 s)
  - 100 m – Bronze mit 11,2 s (Gold an Frank Jarvis aus den USA mit 11,0 s; Silber an Walter Tewksbury aus den USA mit 11,1 s)
  - 200 m – Bronze mit 22,9 s (Gold an Walter Tewksbury aus den USA mit 22,2 s; Silber an Norman Pritchard aus Indien mit 22,8 s)

Anmerkung: Mit Ausnahme der Zeit des Siegers sind die Laufzeiten geschätzt, da es für die Platzierten keine Zeitmessung gab. Bei ihnen wurde der Rückstand auf den Sieger oder Vorplatzierten mit einer Längenangabe festgestellt.
Mannschaften mit Athleten unterschiedlicher Nationalität wurden vom Internationalen Olympischen Komitee (IOC) als Gemischte Mannschaften gewertet. Der Sieg von Rowley mit der Mannschaft der AAA hat somit keinen Einfluss auf die Statistik der australischen Olympischen Historie.
Rowley gehörte zu den weltbesten Sprintern des ausgehenden 19. Jahrhunderts. Bei den Meisterschaften von Australasien 1897 und 1899 konnte er über 100 und 220 Yards jeweils den Titel erringen. Bei den nationalen australischen Meisterschaften errang er 1898 und 1900 in diesen beiden Disziplinen ebenfalls jeweils einen Sieg.